# Chris Powell
Christopher George Robin "Chris" Powell (Lambeth, 8 september 1969) is een Engels voormalig betaald voetballer bekend als linksachter van Charlton Athletic, waar hij tot driemaal toe onder contract stond. Hij speelde ook vijfmaal voor Engeland. Na zijn carrière stapte Powell meteen het trainersvak in.

## Clubcarrière

### Southend United
Powell, een exponent uit de jeugd van Crystal Palace, maakte indruk bij Southend United van 1990 tot 1996. Hij speelde 248 competitiewedstrijden voor Southend.

### Carrière in de Premier League: Derby County, Charlton Athletic, Watford en West Ham United
Derby County, dat in 1996 naar de Premier League was gepromoveerd, toonde in de zomer van 1996 interesse voor Powell. Powell vertoefde twee seizoenen op Pride Park en speelde 91 competitiewedstrijden voor Derby. In 1998 begon hij aan de eerste van zijn drie periodes met Charlton Athletic. Van 1998 tot 2004 trad Powell aan in 200 competitiewedstrijden. Na een uitleenbeurt aan West Ham United verhuisde hij in december 2004 definitief naar Boleyn Ground. Powell was geen eerste keus bij The Hammers. Niettemin speelde hij een eerzame rol in de promotie van West Ham United naar de Premier League (2004/05). Powell speelde namelijk 23 wedstrijden in de Football League Championship.
Powell steeg niet mee met West Ham. In plaats daarvan keerde hij in juli 2005 terug naar Charlton Athletic. Met Charlton was hij in het seizoen 2005/06 nog steeds actief in de Premier League, waardoor hij zich noch verbeterde noch afzwakte naar een lager niveau. In 2007 degradeerde Powell met Watford uit de Premier League. Het was het eerste seizoen van Watford op het hoogste niveau sinds 2000. De club wist Powell te strikken van Charlton voor aanvang van het seizoen 2006/07. Na een jaartje Watford belde Charlton weer aan en Powell accepteerde. Intussen was Charlton een tweedeklasser geworden. De club degradeerde namelijk samen met Watford. Hij bleef opnieuw een seizoen, zijn laatste bij de club. 

### Leicester City
Powell verliet Charlton in 2008 en verhuisde naar Leicester City. Leicester was in die tijd eveneens een tweedeklasser.
Powell, destijds al 41 jaar oud, beëindigde zijn loopbaan bij Leicester in 2010 na het spelen van 19 competitiewedstrijden tussen 2008 en 2010.

## Trainerscarrière
Powel werd na zijn spelerscarrière actief als trainer. Hij coachte vooral ex-clubs, achtereenvolgens omvatte het reeds Leicester City, Charlton Athletic, Huddersfield Town, Derby County en Southend United. Recent was hij assistent-coach van ADO Den Haag onder Alan Pardew, zijn voormalige teamgenoot bij Crystal Palace.

## Persoonlijk leven
Powell is vader van een dochter Morgan (zie foto) en zoon Ché.